# Одинадцять друзів Оушена (фільм, 2024)
«Одинадцять друзів Оушена» (англ. Ocean's Eleven) — майбутній художній фільм режисера Джея Роуча. Приквел / ремейк однойменних фільмів 1960 (Ocean's 11) та 2001 року. Головні ролі виконають Раян Ґослінґ та Марґо Роббі. Прем'єру фільму заплановано на 2024 рік.

## Сюжет
Подробиці сюжету тримаються в таємниці, але відомо, що дія майбутнього фільму розгорнеться у 1960-х роках у Європі.

## У ролях
- Раян Ґослінґ
- Марґо Роббі

## Виробництво
У травні 2022 стало відомо, що в розробці знаходиться приквел фільму, дія якого відбувається в Європі 60-х років. За повідомленнями, сюжет може бути пов'язаний з оригінальним фільмом 1960 року. Проєкт не буде перезавантаженням, але розвиватиметься в рамках вже існуючої франшизи «Трілогії Оушена». Марго Роббі виконає головну роль і виступить продюсером проєкту, а Джей Роуч стане режисером. Сценарій напише Кері Соломон. Том Акерлі і Роуч також виступлять як продюсери. Проєкт буде спільно виробляти компанії Warner Bros. Pictures, LuckyChap Entertainment та Village Roadshow. Зйомки попередньо заплановані на весну 2023. У серпні 2022 року Раян Ґослінґ розпочав переговори про участь у фільмі разом із Роббі. Зйомки планується розпочати 6 березня 2023.
Прем'єра фільму запланована на 2024.